# División Aficionada del Fútbol Colombiano
La División Aficionada del Fútbol Colombiano (Difutbol) es la entidad encargada de organizar la Categoría Primera C y otros torneos de fútbol aficionado en Colombia, tanto en las ramas masculina como femenina. Además, coordina competiciones a nivel nacional en disciplinas como futsal y fútbol playa.
Difutbol depende de la Federación Colombiana de Fútbol y, desde 1993, su presidente es Álvaro González Alzate, quien ocupa el cargo a pesar de que los estatutos originalmente establecen un límite de tres períodos. González Alzate se vinculó a la entidad en 1985 y también se desempeña como Vicepresidente de la Federación Colombiana de Fútbol, cargo que ha mantenido durante 24 años como miembro del Comité Ejecutivo.

## Historia
Los primeros torneos de fútbol aficionado surgen en 1938 con el nacional de mayores que ganó Antioquia pero eran organizados por Adefútbol, que fue la entidad que rigió en balompié colombiano en sus comienzos, así nace en 1963 el nacional juvenil de fútbol masculino que gana la selección de Cundinamarca.
En 1978 con la resolución 21711 en Medellín, Antioquia se le da la personería jurídica a la Difutbol siendo su primer presidente el dirigente Manuel Antonio Ruán, luego vendría la presidencia de León Londoño Tamayo aunque con muy poco avance ya que no existía sino la Copa Coca Cola que era el nacional juvenil.
En 1988 Saúl Velásquez presidente en ese entonces, finalizó la creación del Reglamento Estatutario de la de la División Aficionada del Fútbol Colombiano. Al año siguiente se dieron a conocer al público los Estatutos de la Difutbol; para 1991 se cumplieron 35 cursos en 23 ligas del país, incrementando en 43 seminarios en 27 regiones un año después. En 1993 Difútbol entra en una etapa de modernización acorde con los avances mundiales del fútbol aficionado y de la mano de Álvaro González Alzate empieza la conformación de más torneos.
El torneo nacional sub-23 interligas nace en 1985 con triunfo de Antioquia permanece hasta 1998 cuando evoluciona para pasar a sub-21, categoría que permanece hasta 2003, retornando como sub-23 en dos temporadas 2014 y 2015 pero por decisión de su plan de ordenamiento desde 2016 hasta la actualidad es sub-21 de nuevo.
La llamada Primera C nace en 1990, luego de firmar un contrato con Bavaria para patrocinar los campeonatos nacionales, se dio inicio al Campeonato Nacional de Primera C, Copa Cerveza Águila 1995, organizado por Difutbol categoría que va hasta 2010 cuando Deportivo ElectroHuila se corona campeón.
1990 produce cambios trascendentales con la creación de las categorías interligas en infantil, prejuvenil y Primera C consolidando una base de cinco divisiones. Sin embargo esta estructura acabaría en 2001 cuando la tercera división se desconectó del sistema de ligas de ascenso.
El primer campeonato femenino organizado por la Federación Colombiana de Fútbol se realizó a través de la Difutbol en 1991, el mismo año del primer Mundial femenino de la FIFA siendo campeón Valle con subtítulo para Antioquia.
En 2021, Difutbol volvió a organizar el torneo de Primera C debido a las presiones por parte del Congreso, quedando pendiente el ascenso a la segunda división.
Actualmente aún con comando de Álvaro González Alzate la entidad ha el desarrollo del fútbol aficionado interclubes creando los campeonatos sub-13 sub-15, sub-17 dividido en las categorías A y B, y la segunda división de la supercopa juvenil, el torneo sub-20 B. También organiza los torneos interdepartamentales en distintas categorías juveniles tanto masculinas como femeninas.

## Torneos departamentales organizadas por Difutbol

### Selecciones departamentales masculinas
| Liga                          | Campeón vigente                     |
| ----------------------------- | ----------------------------------- |
| Juegos Deportivos Nacionales  | Selección Antioquia (2023)          |
| Campeonato Selecciones Sub-23 | Selección Norte de Santander (2022) |
| Campeonato Selecciones Sub-21 | Selección Antioquia (2022)          |
| Campeonato Selecciones Sub-19 | Selección Valle del Cauca (2023)    |
| Campeonato Selecciones Sub-17 | Selección Antioquia (2023)          |
| Campeonato Selecciones Sub-15 | Selección Atlántico (2023)          |
| Campeonato Selecciones Sub-13 | Selección Santander (2022)          |

### Selecciones departamentales femeninas
Previamente se contó con el Campeonato Femenino pero quedó descontinuado. 
| Liga                         | Campeón vigente                  |
| ---------------------------- | -------------------------------- |
| Juegos Deportivos Nacionales | Selección Valle del Cauca (2023) |
| Campeonato Femenino Sub-20   | Selección Bogotá (2022)          |
| Campeonato Femenino Sub-17   | Selección Valle del Cauca (2023) |
| Campeonato Femenino Sub-15   | Selección Valle del Cauca (2022) |
| Campeonato Femenino Sub-13   | Selección Antioquia (2023)       |

## Torneos de clubes organizados por Difutbol

### Sub-20 B
| Edición       | Campeón                               | Resultados                            | Subcampeón                            | Participantes                         |
| ------------- | ------------------------------------- | ------------------------------------- | ------------------------------------- | ------------------------------------- |
| 2018 detalles | Tolima Real                           | 1-0 3-0                               | Deportivo Ferrovalvulas               | 94                                    |
| 2019 detalles | Atlético Real Boyacá                  | 2-1 1-1                               | Fusión Caribe                         | 146                                   |
| 2020          | Cancelado por la pandemia de COVID-19 | Cancelado por la pandemia de COVID-19 | Cancelado por la pandemia de COVID-19 | Cancelado por la pandemia de COVID-19 |
| 2021 detalles | Once Caldas                           | 3-1 1-1                               | Real Bucaramanga                      | 150                                   |
| 2022 detalles | Tiendas Margo's                       | 4-1 0-3 (4-2 pen.)                    | Toro Rojo                             | 175                                   |
| 2023 detalles | Deportes Tolima                       | 2-2 3-0                               | Tigres F. C.                          | 187                                   |
| 2024 detalles | Unión Magdalena                       | 0-0 3-1                               | Independiente Santa Fe                |                                       |

| Año  | Campeón                    | Marcador      | Subcampeón             |
| ---- | -------------------------- | ------------- | ---------------------- |
| 2010 | Deportes Tolima (1)        | 1-2 1-0 (Jl)  | Envigado F. C.         |
| 2011 | Deportivo Cali (1)         | 2-2 3-0       | Atlético Nacional      |
| 2012 | Academia F.C. (1)          | 1-3 6-3       | Atlético Nacional      |
| 2013 | Deportivo Cali (2)         | 5-0 2-5       | La Equidad             |
| 2014 | Fútbol Paz (1)             | 0-0 3-1       | Santa Fe               |
| 2015 | Parma (1)                  | 2-0 2-1       | Barranquilla F.C.      |
| 2016 | Deportivo Cali (3)         | 3-1 1-2       | Junior                 |
| 2017 | Atlético Nacional (1)      | 2-2 2-2 (4-2) | América de Cali        |
| 2018 | Cortuluá (1)               | 3-1 0-1       | Independiente Medellín |
| 2019 | Arco Zaragoza (1)          | 2-1 0-1 (5-4) | Cyclones               |
| 2021 | Atlético Nacional (2)      | 1-1 3-2       | C. D. Estudiantil      |
| 2022 | C. D. Estudiantil (1)      | 0-2 2-0 (4-3) | Cyclones               |
| 2023 | Atlético Nacional (3)      | 1-1 1-1 (4-2) | Fortaleza CEIF         |
| 2024 | Independiente Medellín (1) | 2-1 2-2       | Atlético Nacional      |

| Año  | Campeón                  | Marcador | Subcampeón         |
| ---- | ------------------------ | -------- | ------------------ |
| 2021 | C. D. Pedro Sellares (1) | 1-2 3-0  | Sellos Colombianos |
| 2022 | América de Cali (1)      | 3-1 1-0  | F. C. Filandia     |
| 2023 | Atlético Nacional (1)    | 2-2 4-0  | Deportivo Rionegro |
| 2024 | Fútbol Paz (1)           | 2-0      | Millonarios        |

| Año  | Campeón               | Marcador | Subcampeón           |
| ---- | --------------------- | -------- | -------------------- |
| 2018 | Al Hilal (1)          | 1-0      | Cortuluá             |
| 2019 | Arco Zaragoza (1)     | 1-0 1-1  | Atlético Nacional    |
| 2021 | C. D. Estudiantil (1) | 1-0 2-0  | Boca Juniors de Cali |
| 2022 | Envigado F. C. (1)    | 1-0 1-1  | Deportivo Cali       |
| 2023 | C. D. Estudiantil (2) | 1-1 2-0  | Deportivo Cali       |
| 2024 | Atlético Nacional (1) | 4-0 3-1  | C. D. Estudiantil    |

| Año  | Campeón               | Marcador     | Subcampeón             |
| ---- | --------------------- | ------------ | ---------------------- |
| 2021 | C. D. Estudiantil (1) | 2-1 0-1 (p.) | Arco Zaragoza          |
| 2022 | C. F. Oriente (1)     | 2-2 1-1 (p.) | C. D. Estudiantil      |
| 2023 | Arco Zaragoza (1)     | 1-0 4-0      | Escuela Sarmiento Lora |
| 2024 | Fútbol Paz (1)        | 2-3 2-0      | Envigado de Palmira    |

## Sistema de ligas
Difutbol está conformado por 34 ligas, 33 correspondientes a la Organización territorial de Colombia y una liga adicional otorgada a las Fuerzas Armadas. Gran parte de las ligas organizan torneos interclubes departamentales, sin embargo, otras se encuentran inactivas. 
| - Liga de fútbol de Amazonas - Liga Antioqueña de fútbol - Liga de fútbol de Arauca - Liga de fútbol del Atlántico - Liga de fútbol de Bogotá - Liga de fútbol de Bolívar - Liga de fútbol de Boyacá - Liga Caldense de fútbol - Liga de fútbol de Caquetá - Liga de fútbol de Casanare - Liga de fútbol del Cauca - Liga de fútbol del Cesar |  | - Liga de fútbol del Chocó - Liga de fútbol de Córdoba - Liga de fútbol de Cundinamarca - Liga de fútbol de las Fuerzas Armadas - Liga de fútbol aficionada del Guainía - Liga de fútbol de La Guajira - Liga de fútbol del Guaviare - Liga de fútbol del Huila - Liga de fútbol de Magdalena - Liga de fútbol del Meta - Liga de fútbol de Nariño |  | - Liga de fútbol de Norte de Santander - Liga de fútbol del Putumayo - Liga de fútbol del Quindío - Liga Risaraldense de fútbol - Liga Sanandresana de fútbol - Liga Santandereana de fútbol - Liga de fútbol de Sucre - Liga de fútbol del Tolima - Liga de fútbol del Valle del Cauca - Liga de fútbol del Vaupés - Liga de fútbol de Vichada |

## Comité ejecutivo
- Álvaro González Alzate
- Elkin Arce
- Jaime Ordoñez